# Petr Mareš
Petr Mareš (Planá, 17 gennaio 1991) è un calciatore ceco, difensore del RFS Riga.

## Palmarès

### Club

#### Competizioni nazionali
- Campionato lettone: 3

RFS Riga: 2021, 2023, 2024
- Coppa di Lettonia: 2

RFS Riga: 2021, 2024